# Johannes Elers
Johannes Elers (* in Lauenburg/Elbe; † 14. Mai 1737 in Ratzeburg) war ein evangelisch-lutherischer Pastor und (General-)Superintendent für Lauenburg mit Sitz zuerst in Lauenburg/Elbe von 1703 bis 1705, dann in Ratzeburg von 1705 bis 1737.

## Beruflicher Werdegang
Elers war Sohn des Generalsuperintendenten Albertus Elers. Ab Oktober 1680 studierte er, gemeinsam mit seinem Bruder Albert, Evangelische Theologie an der Universität Rostock. 1683 wechselte er an die Albertus-Universität Königsberg. 1687 wurde er nach bestandenem Examen Kandidat des Geistlichen Ministeriums in Hamburg.
Er war zunächst 14 Jahre lang als Feldprediger tätig, bevor er im September 1703 zum Generalsuperintendenten des Herzogtums Sachsen-Lauenburg und Pastor in Lauenburg/Elbe berufen wurde. Als 1705 Sachsen-Lauenburg an Hannover kam, wurde die Landessuperintendentur Lauenburg nach Ratzeburg verlegt. Dies hing wahrscheinlich mit dem Schwerpunkt der herzoglichen Verwaltung in Ratzeburg zusammen. Gleichzeitig nannte sich der Generalsuperintendent nur noch Superintendent.
Elers wurde nach Ratzeburg versetzt und trat am 17. Mai 1705 seinen Dienst an der Stadtkirche St. Petri an.
Sein Sohn Johannes Albert Elers (1705–1762) studierte ebenfalls Theologie in Rostock, wurde 1731 Kandidat in Hamburg und war von 1733 bis zu seinem Tod erst Diaconus, dann Pastor von St. Abundus in Groden.